# Ibisowce
Ibisowce (Threskiornithes) – podrząd ptaków z infragromady ptaków neognatycznnych (Neognathae).

## Systematyka
Do podrzędu należy jedna rodzina:
- Threskiornithidae – ibisy